# شهدخوار مالاکیت
شهدخوار مالاکیت (نام علمی: Nectarinia famosa) نام یک گونه از تیره شهدخواران است. بدلیل سبز بودن پرهایش و شباهت این رنگ به کانی مالاکیت به او شهدخوار مالاکیت می‌‌‌‌‌‌گویند.